# 伊藤嘉章
伊藤 嘉章（いとう よしあき、1955年3月23日 - ）は、日本の外交官、国際公務員。アジア海賊対策地域協力協定情報共有センター初代事務局長などを経て、駐コスタリカ特命全権大使。

## 人物・経歴
東京都出身。1979年東京大学大学院修了、外務省入省。海洋法などを担当した。1995年在南アフリカ共和国日本国大使館一等書記官。1999年外務省経済局国際経済第一課企画官兼漁業室長、みなみまぐろ保存委員会日本政府代表、全米熱帯まぐろ類委員会委員・日本政府代表、大西洋まぐろ類保存国際委員会日本政府代表。2003年国際連合日本政府代表部参事官。2007年にはアジア海賊対策地域協力協定情報共有センター発足会議で初代事務局長に選出された。2010年在シンガポール日本国大使館参事官。同年在エチオピア日本国大使館公使。2012年国際海事機関事務局長特別補佐官兼タスクフォース長。2014年ムンバイ総領事。2017年駐コスタリカ特命全権大使。